# 吳錫豪
吳錫豪（英語：Ng Sik-ho；1930年—1991年9月8日），綽號跛豪（Limpy Ho），生於廣東省汕頭市達濠，於1960年代初中華人民共和國的三年困难时期期間偷渡到香港，為1960至70年代的販毒集團首腦，活躍香港、泰國及台灣等地。1975年，他因為販毒罪名成立，被最高法院判處監禁三十年。跛豪的一生極具傳奇色彩，其落網是香港政府整頓腐败，反黑缉毒的重大转折點。

## 生平

### 早年
吳錫豪於1960年代初中國三年大饥荒期间偷渡来香港，成為香港居民，最初居住於木屋區，在石硤尾開字花檔起家，之後改為販毒。以吳錫豪為首的國際販毒集團屬「潮州幫」，活躍於泰國、香港、台灣等地，在1960年代後期至1970年代初期販賣毒品（包括生鴉片及嗎啡磚）超過30噸，價值3億元以上，被稱為香港毒販「四大家族」之一。
1962年，呂樂接任香港警務處刑事偵緝處華探長一職，他與「潮州幫」勾結，准許香港毒販「四大家族」壟斷製毒生意。「四大家族」包括：「跛豪集團」，以「新義安」分支「義群」的吳錫豪為首；「雙馬集團」，以「福義興」分支「新義興」的馬氏兄弟為首；「敬義集團」，以「新義安」分支「敬義」的話事人江森泉（老虎仔)、煤炭明及陳燕卿（毒玫瑰）為首；以及「馬沙零售集團」，以「14K」的馬菲士及「和安樂（水房）」的沙塵超為首，他們同是潮汕人。「四大家族」製成的毒品會交由「和字頭派系」三合會銷售至香港、台灣、東南亞及歐洲等地。其集團更與香港警隊高層勾結，同時亦牽涉多次殺人滅口等嚴重案件。
1974年11月12日，吳錫豪由台灣返港後被皇家香港警隊毒品調查科拘捕，被控以販毒。同時被捕者包括集團內另外8人。經過接近2年的審訊，吳錫豪被判入獄30年。同案其他被告則被判入獄7至25年。

### 判刑
1975年5月16日，《香港商報》頭版接近全版報道「跛豪等九人判囚共一百廿四年」，要點如下： 
|  | 本港轟動一時的毒品案，以跛豪為首的九名男女大毒梟，昨晨在高等法院第二法庭判決，九名被告被判入獄共達一百二十四年。跛豪被判刑期最長，為三十年，其他最短刑期七年。大毒販頭子跛豪於去年十一月十二日被捕。在審訊中檢察官曾指出，跛豪販毒出售的毒品，價值達三億二千萬至四億五千萬元之鉅，毒品逾十六公噸重。副按察司康士法官在宣判時指出，第一被告及第二被告，涉及串謀罪的期間很長，在宣判時，法庭不願判其入獄使被告有生之年都要在獄中度過，但被告等所犯之販毒勾當，使其他人雖然不在監獄，但卻終身痛苦。 副按察司康士法官在判案時表示，此案的案情獨特，在本港很難找到以前有另一宗類似的案件。販運毒品工作看來很簡單，但所牽涉的毒品數量及盈利則非常大。 法官表示，罰款對一個販毒大頭子來說，不算是懲罰，無論罰款多巨，對他們來說，亦不會是極大的數目。康士法官列出3個不判各被告罰款的原因： 1. 很難確知每個被告人之經濟狀況，若判罰款，若他們能力負擔不起，無形中是強迫他們繳付罰款； 2. 在1974年7月一項修正案生效前，這些罪名最高罰款僅為100,000港元； 3. 判被告等入獄，足可以對其他人有阻嚇。 |

其妻鄭月英其后亦落網，1976年2月23日被判入獄16年，罰款100萬元，至1992年獲釋。

### 晚年
1991年8月，吴锡豪由於患上末期肝癌獲得香港總督衛奕信爵士特赦出獄，由於他病重，8月14日實際上只是由羈留病房轉移到二等病房，在出獄後半個月不治去世。

## 影視媒體形象
- 《追虎擒龍》（1976年）：佳視剧中胡奕雄影射吴锡豪，由劉丹饰演。
- 《人在江湖》（1980年）：麗的電視劇中宋波影射吴锡豪，由刘江饰演。
- 《香港奇案之黑錢年代》（1991年）：劇中的林錫豪角色以吳錫豪为原型，由林立三飾演。
- 《跛豪》、《夜生活女王霞姐傳奇》（1991年）：電影中吴国豪影射吴锡豪，由吕良伟饰演。
- 《五億探長雷洛傳》、《五億探長雷洛傳II之父子情仇》（1991年）：電影中跛豪影射吴锡豪，由韓坤饰演。
- 《大时代》（1992年）：剧中周济生影射吴锡豪，由刘江饰演。
- 《廟街十二少》（1992年）：電影中豪哥影射吴锡豪，由劉兆銘饰演。
- 《O记三合会档案》（1999年）：電影中陈志豪影射吴锡豪，由刘青云饰演。
- 《金錢帝國》（2009年）：電影中阿跛影射吴锡豪，由徐忠信饰演。
- 《南国有佳人》（2012年）：剧中马文豪影射吴锡豪，由刘灿饰演。
- 《追龍》（2017年）：電影中的伍世豪影射吳锡豪，由甄子丹飾演。
- 《金錢帝國：追虎擒龍》（2021年）：電影中的伍世豪影射吳锡豪，由梁家辉飾演。
- 《追龍番外篇之龍爭虎鬥》（2023年）：電影中的伍國豪影射吳錫豪，由陳小春飾演。
- 《風再起時》（2023年）：電影中的吳卓豪影射吳錫豪，由謝君豪飾演。

## 外部連結
- 香港警察毒品調查科簡介